# Simopone laevissima
Simopone laevissima är en myrart som beskrevs av Arnold 1954. Simopone laevissima ingår i släktet Simopone och familjen myror. Inga underarter finns listade i Catalogue of Life.